# Бессоновский сельсовет (Пензенская область)
Бессоновский сельсовет — сельское поселение в Бессоновском районе Пензенской области Российской Федерации.
Административный центр — село Бессоновка.

## История
Статус и границы сельского поселения установлены Законом Пензенской области от 2 ноября 2004 года № 690-ЗПО «О границах муниципальных образований Пензенской области».

## Население
| 2002    | 2010    | 2012    | 2013    | 2014    | 2015    | 2016    |
| ------- | ------- | ------- | ------- | ------- | ------- | ------- |
| 11 782  | ↗12 937 | ↗13 195 | ↗13 536 | ↗13 900 | ↗14 323 | ↗14 828 |
| 2017    | 2018    | 2021    |         |         |         |         |
| ↗15 113 | ↗15 415 | ↗15 903 |         |         |         |         |

## Состав сельского поселения
| № | Населённый пункт | Тип населённого пункта       | Население |
| - | ---------------- | ---------------------------- | --------- |
| 1 | Бардинка         | деревня                      | 38        |
| 2 | Бессоновка       | село, административный центр | ↗13 775   |
| 3 | Десятая Артель   | посёлок                      | 198       |
| 4 | Колос            | посёлок                      | 15        |
| 5 | Мастиновка       | село                         | ↘53       |
| 6 | Николаевка       | посёлок                      | 19        |
| 7 | Новая Жизнь      | посёлок                      | 53        |
| 8 | Подлесный        | посёлок                      | 66        |
| 9 | Ухтинка          | село                         | ↗1087     |

### Упразднённые населённые пункты
Светлополянское лесничество — упразднённый в 2007 году населённый пункт.